# スナイパー (2002年の映画)
『スナイパー』（原題: Liberty Stands Still）は、2002年に公開されたカナダ・ドイツの映画。

## 登場人物
ジョー
演 - ウェズリー・スナイプス
元CIA諜報員。狙撃の名手。子供のころから空気銃で練習していた。娘を事件で亡くしている。
リバティ・ウォーレス
演 - リンダ・フィオレンティーノ
「マクロード・インダストリーズ」の副社長。会社の創設者の娘でもある。父を尊敬している。
ヴィクター・ウォーレス
演 - オリヴァー・プラット
リバティの夫。会社のCEO。
ラッセル・ウィリアムズ
演 - マーティン・カミンズ
舞台俳優。リバティと不倫している。ジョーに脅迫されて計画に利用される。
ビル・トールマン
演 - ジョナサン・スカーフ
テレビリポーター。父は銃規制に反対するタカ派の上院議員。
ドウェイン
演 - ロン・セルマー
ホットドッグ屋の主人。リバティの知人。ドラッグを売っている。

## スタッフ
- 監督：カリ・スコグランド
- 製作：ゲイリー・パール
- 製作総指揮：エバーハード・ケイサー、ピーター・A・マーシャル、マリオ・オホーヴェン、マイケル・オホーヴェン、ウィリアム・ヴィンス
- 脚本：カリ・スコグランド
- 撮影：デニス・マロニー
- 音楽：マイケル・コンヴァーティノ
- 編集：ジム・ムンロ

## キャスト
| 役名                   | 俳優                       | 日本語吹替 |
| ---------------------- | -------------------------- | ---------- |
| ジョー                 | ウェズリー・スナイプス     | 大塚明夫   |
| リバティ・ウォーレス   | リンダ・フィオレンティーノ | 塩田朋子   |
| ヴィクター・ウォーレス | オリヴァー・プラット       | 大塚芳忠   |
| ラッセル・ウィリアムズ | マーティン・カミンズ       | 諸角憲一   |
| ハンク・ウィルフォード | ハート・ボックナー         | 小室正幸   |
| バート・マクガバーン   | ファルビオ・シシレ         | 福田信昭   |
| ビル・トールマン       | ジョナサン・スカーフ       | 成田剣     |
| マック・マンロー       | イアン・トレイシー         | 内田直哉   |
| ヴィンス               | グレゴリー・カルパキス     | 伊藤和晃   |
| レックス・ペリー       | ブライアン・マーキンソン   | 仲野裕     |
| サル                   | マイケル・デビッド・シムズ | 長克巳     |
| プリチャード           | ジェフ・シーモア           | 中多和宏   |
| ドウェイン             | ロン・セルマー             | 北川勝博   |
| ミラー                 | ロジャー・R・クロス        | 水内清光   |
| メイ                   | ターニャ・アレン           | 林佳代子   |
| ロビー・タイソン       | コナー・ウィドウズ         | 井浦愛     |
| ゲイリー・エヴァンス   | マーレット・グリーン       | 佐々木健   |
| マーシャ・ピータース   | スゼッテ・マイヤーズ       | 西田絵里   |

- 吹替その他：山口眞弓、天田益男
- 吹替演出：向山宏志、吹替翻訳：KAN TAKASHIMA、吹替制作：ケイエスエス